# Catch 22 (Band)
Catch 22 (dt. „Zwickmühle“) ist eine Ska-Punk-Band, die 1996 im US-Bundesstaat New Jersey gegründet wurde. Tomas Kalnoky und Chris Greer, die schon in der Band Gimp zusammen gespielt hatten, gründeten die Band zusammen mit dem Trompeter Kevin Gunther.

## Bandgeschichte
1997 nahmen Catch 22 ihr Demo-Tape namens Rules of the Game auf und wurden nach einiger Zeit vom Label Victory Records unter Vertrag genommen. Dort veröffentlichten sie 1998 ihr Debüt-Album Keasbey Nights, welches bei Fans des Genres großen Anklang fand und bald als Meilenstein des Ska-Punk gehandelt wurde.
Josh Ansley, Jamie Egan sowie Songwriter Tomas Kalnoky verließen trotz des Erfolgs die Band. Sie wurden durch Pat Calpin (Gitarre), Mike Soprano (Posaune), Pat „Mingus“ Kays (Bass) und Jeff Davidson (Gesang) ersetzt. Die Songs wurden fortan hauptsächlich von Davidson und Eldred geschrieben. 2000 veröffentlichten Catch 22 ihr zweites Album Alone in a Crowd. Es folgten die EPs Washed Up und Washed Up and through the Ringer.
2001 verließ Sänger Jeff Davidson die Band. Posaunist Mike Soprano wurde durch Ian McKenzie ersetzt, der von der Band Edna’s Goldfish kam. Den Gesangspart übernahmen nun Saxophonist Ryan Eldred und Trompeter Kevin Gunter. 2003 veröffentlichten Catch 22 mit Dinosaur Sounds ihr drittes Album.
Die ehemaligen Mitglieder von Catch 22 Tomas Kalnoky und Jamie Egan gründeten Anfang 2003 die Band Streetlight Manifesto, welche am Ende desselben Jahres ihr erstes Album Everything Goes Numb veröffentlichte.
2006 veröffentlichten Streetlight Manifesto eine Neuaufnahme des Catch-22-Albums Keasbey Nights, das dem Ursprungsalbum bis auf einige Soli glich, während die Aufnahmequalität enorm verbessert wurde.
Catch 22 hingegen präsentierten im Juni 2006 das Album Permanent Revolution, auf dem sich sämtliche 11 Songs dem Leben und Wirken des russischen Revolutionärs und marxistischen Theoretikers Leo Trotzki widmen.

## Diskografie
- 1997: Rules of the Game (Demo Tape)
- 1998: Keasbey Nights
- 1999: Washed Up (EP)
- 2000: Alone in a Crowd
- 2001: Washed Up and through the Ringer (EP)
- 2003: Dinosaur Sounds
- 2004: Catch 22 Live (Live CD/DVD)
- 2006: Permanent Revolution